# نبرد واتلینگ استریت
نبرد واتلینگ استریت (انگلیسی: Battle of Watling Street) در منطقه بریتانیای روم و در سال ۶۰ یا ۶۱ پس از میلاد صورت گرفت، این نبرد مبارزه‌ای بود میان ارتش امپراتوری روم و یک اتحادیه شکل گرفته از مردم بومی بریتانیا توسط بودیکا، ارتش روم توسط گایوس سوتونیوس پاولینوس رهبری می‌گردید و اگر چه تعدادشان بسیار کمتر از نیروی بومیان محلی بود، با این احوال در این نبرد به شکلی قاطع به پیروزی دست یافتند و ضربات بسیار سنگینی را بر نیروهای محلی و بومی وارد آوردند، این نبرد پایان دهندهٔ مقاومت مردمان نیمه جنوبی جزیره بریتانیا در مقابل ارتش روم بود، یک دوره متناوب که تا سال ۴۱۰ میلادی ادامه یافت.